# 정근진
정근진(鄭根溱, 1933년 5월 10일, 전라남도 여천군 ~ 2022년 10월 4일)은 대한민국의 정치인이다. 제1대 전라남도 여천군의원, 제37대 전라남도 여천군수, 제2대 전라남도 여수시의원을 역임했다.

## 학력
- 여수수산대학교 대학원 경영학 수료 졸업

## 경력
- 1991.04 ~ 1995.06 제1대 전라남도 여천군의회 의원
- 1991.04 ~ 1995.06 제1대 전라남도 여천군의회 의장
- 수산청 수산조정위원
- 1995.07 ~ 1996.06 제37대 전라남도 여천군수
- 여수시 수협이사
- 1998.07 ~ 2002.06 제2대 전라남도 여수시의회 의원

## 역대 선거 결과
|  | 0% |

|  | 52.32% |

|  | 57.51% |